# مرقد الشيخ حسن (ملكندي)
مرقد الشيخ حسن وهو من المراقد والأضرحة التاريخية الأثرية في شمال العراق في محلة ملكندي، ولهُ مكانة دينية ومهمة في نفوس سكان السليمانية لأن الشيخ حسن كان من مؤسسي محلة ملكندي، ويقع في مركز مدينة السليمانية. ولقد بني وشيد في عام 1341هـ/1922م.